# Termòmetre infraroig

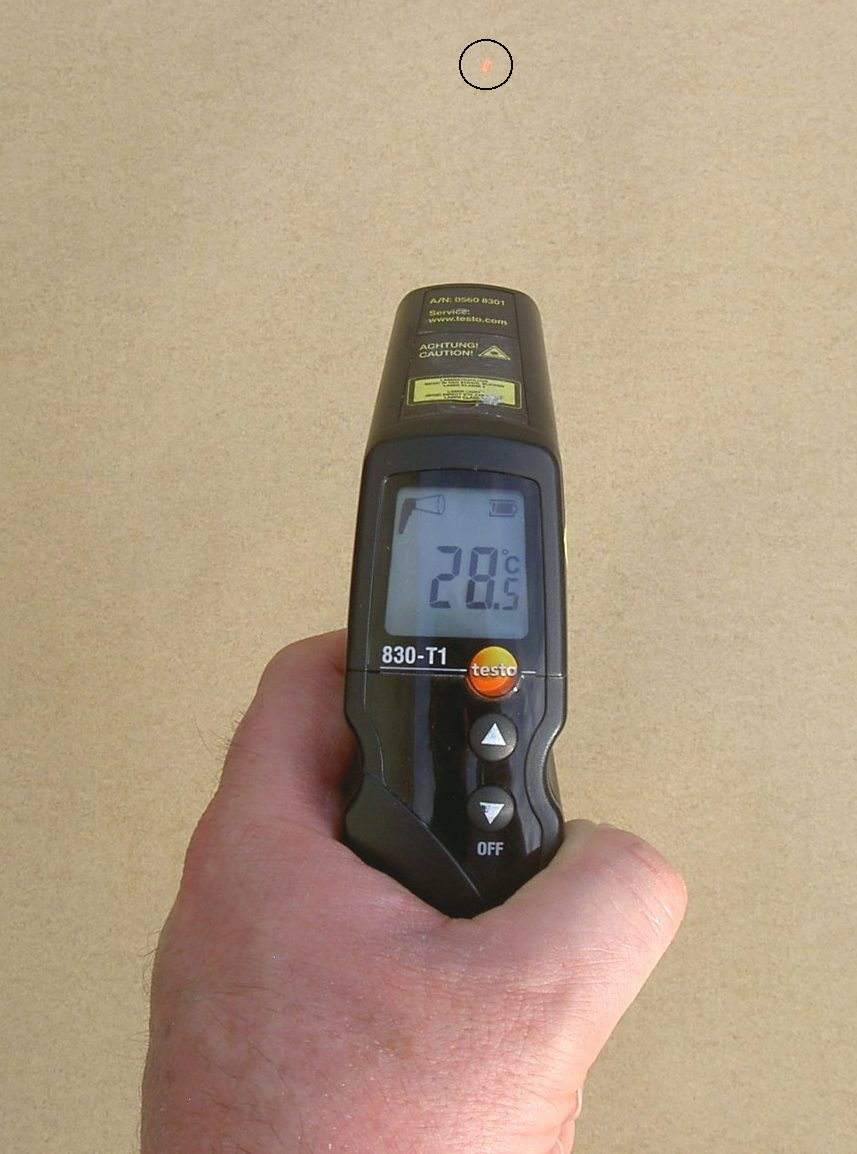
El mesurament d'infraroig és una mesura de superfície: el punt làser d'aquest dispositiu compacte indica el punt central de la zona de mesurament circular

Un termòmetre d'infraroig és un instrument de mesura de la temperatura de superfície d'un objecte a partir de l'emissió de llum de tipus cos negre que en produeix. El principi de funcionament es basa en el mesurament de la radiació de l'objecte en el camp d'infraroig, d'aquí el nom de termòmetre infraroig. S'empra el terme de piròmetre infraroig quan es tracta de mesurar temperatures elevades d'un objecte o medi ambient (forn, incendi, volcà, etc.). Ambdós termes expressen la diferència amb un termòmetre de contacte convencional, ja que mesuren la radiació tèrmica emesa i no la temperatura en si.
Un termòmetre d'aquest tipus es denomina de vegades equivocadament termòmetre làser si l'ajuda d'un làser per apuntar, o un termòmetre sense contacte per il·lustrar la seva capacitat per mesurar la temperatura de forma remota.

## Història i fonaments
Isaac Newton posa en evidència l'espectre de la llum el 1666. Es va observar que la llum solar que passa a través d'un prisma de vidre es divideix en bandes de color anomenat espectre. El 1880, William Herschel mesura l'energia relativa de cadascuna d'aquestes bandes compreses més enllà del vermell (visible).
A la dècada de 1900, els científics Max Planck, Josef Stefan, Ludwig Boltzmann, Wilhelm Wien i Gustav Kirchhoff formulen les equacions fonamentals de l'espectre electromagnètic, així com l'energia radiant en l'infraroig. El concepte de piròmetre d'infrarojos es va afirmar per Charles R. Darling al seu llibre de 1911 Pyrometry. L'arribada de l'electrònica en la dècada de 1930 va permetre la industrialització dels primers termòmetres d'aquest tipus que ara són un instrument de mesura estàndard per a les aplicacions personals, industrials i universitàries.

## Calibració

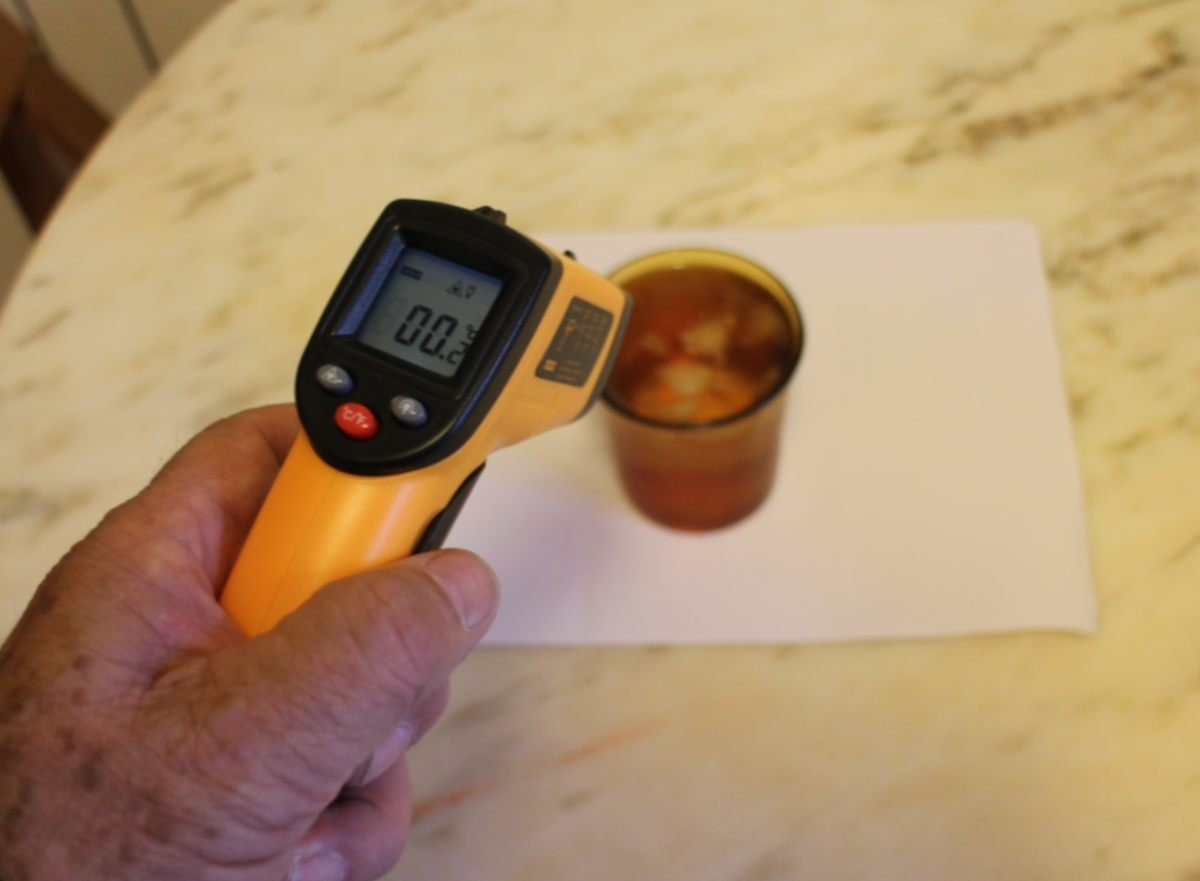
Calibratge d'un termòmetre IR utilitzant la superfície d'un glaço en fusió com a punt de mesurament.

Aquest mètode de mesura pot proporcionar dades molt precises, però cal calibrar-lo bé, ja que la radiació mesurada depèn de molts paràmetres: emissivitat de l'objecte, uniformitat de la font, geometria del dispositiu... Per calibrar un termòmetre IR es pot utilitzar com a punt de mesura, la superfície d'un glaçó de gel en fusió dins d'un got d'aigua. (veure fotografia) Cal tenir en compte també que el mesurament per infrarojos (IR) és una mesura òptica, per aquest motiu: 
- La lent de la càmera ha d'estar ben neta;
- El camp de mesura ha d'estar lliure de qualsevol interferència: sense pols ni humitat, ni vapor o gas estranys. El mesurament per IR és una mesura de superfície per tant:
- Si hi ha presència de pols o bé òxid a la superfície de l'objecte a mesurar, el mesurament es realitza sobre aquestes partícules;
- Si el valor sembla dubtós, cal utilitzar en paral·lel un termòmetre de contacte clàssic. Aquest darrer pot estar equipat amb una sonda d'immersió o penetració (per a mesuraments en aliments congelats).

## Principi
El termòmetre d'infraroig mesura la temperatura mitjançant la quantificació de l'energia de radiació emesa en l'infraroig. Qualsevol objecte per sobre del zero absolut (0 K) emet aquestes radiacions. En conèixer la quantitat d'energia emesa per un objecte, i la seva emissivitat, la seva temperatura pot ser determinada. Esquemàticament, el procediment comprèn el mesurament de l'energia de la llum (situada a l'infraroig) en un detector per a la seva conversió en un senyal elèctric. Aquest mètode mesura la temperatura a distància, a diferència d'altres tipus de termòmetres, com ara els termoparells. Per tant, és possible mesurar la temperatura si l'objecte està en moviment, si està envoltat per un camp electromagnètic, si es col·loca en el buit, etc.
El termòmetre d'infraroig més bàsic es compon d'una lent que enfoca l'energia radiant infraroja sobre un detector que el converteix un senyal elèctric. Després de la compensació, aquest senyal es converteix al seu torn en la temperatura. Aquest mètode de mesurament pot ser molt precisa, però, ha de ser ben calibrada, la radiació mesurada depèn de molts paràmetres: l'emissivitat de l'objecte, la uniformitat de la font, la geometria del dispositiu. El mesurament d'infraroig (IR) és un mesurament òptic:
- l'objectiu de la càmera ha d'estar net;
- el mesurament ha d'estar lliure d'interferències com ara pols, humitat, vapor o gas a l'estranger.

El mesurament d'infraroig és una mesura de superfície :
- si hi ha pols o òxid està a la superfície de l'objecte, el mesurament es farà sobre aquestes partícules;
- si el valor sembla dubtós, caldrà emprar en paral·lel un termòmetre de contacte convencional. Aquest últim pot estar equipat amb una sonda d'immersió o penetració (el cas de mesuraments en aliments congelats).

### Contaminació de la trajectòria òptica
Per obtenir un mesurament fiable, la trajectòria òptica entre el punt de mesura i el cap del sensor piròmetre ha de quedar clar. Un sistema de purga d'aire impedeix l'adherència de pols, fum i un altre tipus de brutícia en el sistema òptic. Hi ha sistemes de purga per evitar aquest embrutiment.
Això implica, entre altres coses, que la purga funciona perfectament i de forma contínua. Malauradament, l'experiència demostra que en la pràctica l'obstrucció òptica augmenta gradualment a causa de parades imprevistes o altres defectes. Això es troba sobretot en ambients agressius, com ara en la indústria metal·lúrgica, forns de ciment o de combustió.
El mesurament de la temperatura realitzada per un piròmetre monocromàtic deriva aleshores a poc a poc.
La temperatura llegida disminueix a la recerca de cremadors o un altre sistema de escalfament de vegades innecessàriament.

## Aplicacions

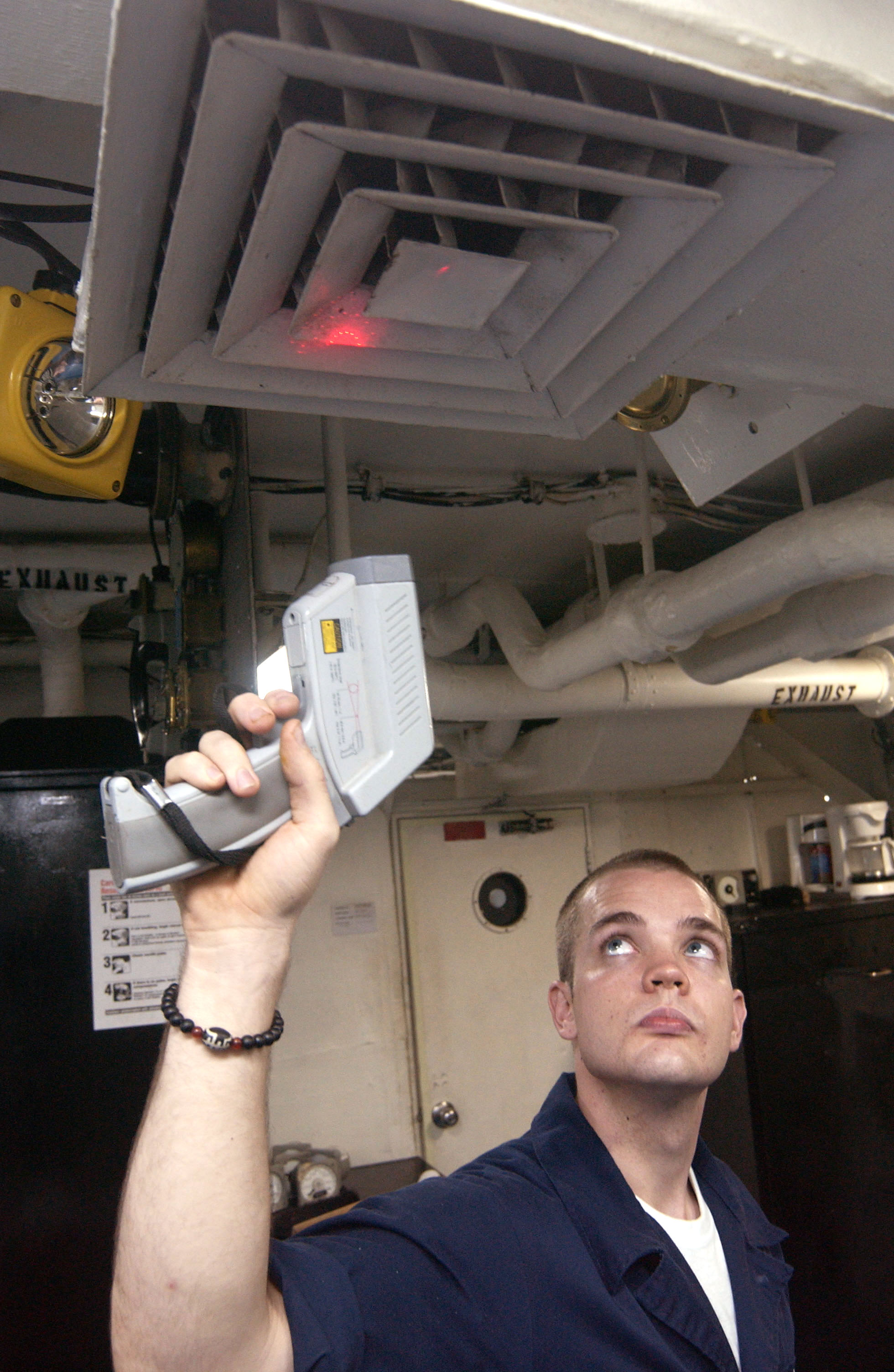
Un mariner mesura la temperatura d'un sistema de ventilació per mitjà d'un termòmetre d'Infraroig

Aquest dispositiu permet mesurar a distància la temperatura d'un objecte amb alta precisió. Algunes aplicacions comunes inclouen mesuraments d'objectes en moviment, corrosius, en reactor de buit o sotmès a forts camps electromagnètics i totes les aplicacions que requereixen temps de resposta molt curts.
- el control dels productes alimentaris  envasats, sempre que no es realitzin mesuraments en les bosses d'aire;
- el control de la temperatura d'un forn o altres equips;
- la verificació d'equips mecànics o circuits elèctrics (per exemple, gabinets de control);
- la detecció de punts calents en un incendi;
- la temperatura de sortida dels individus. Amb la prohibició de la venda de termòmetres de mercuri,[4] els termòmetres clínics han desenvolupat en gran manera. Es divideixen en dues categories principals: els termòmetres per davant (sense contacte) i els termòmetres auriculars;[5]
- L'escalfament del control o precisió materials de refrigeració; la verificació de núvols per telescopis.
- la detecció de núvols pels telescopis.

## Tipus de sensor
Es tria un sensor de temperatura segons el tipus d'aplicació, tenint en compte les condicions ambientals, els intervals de temperatures i el nivell de precisió desitjat.
- El piròmetre monocromàtic, també anomenat piròmetre espectral, mesura l'energia radiada en una longitud d'ona (en realitat una banda espectral més o menys estreta). És un d'aquests models de sistemes portàtils molt bàsics com a instruments sofisticats amb sistema de punteria, funció de memòria o PID. La fibra òptica, els punters làser, sistemes de refrigeració, protecció o escànner pot completar la configuració. També hi ha instruments que incorporen una càmera de vídeo que permet la visualització de l'objecte des d'una sala de control. Cada aplicació té un sistema de mesurament i, de manera particular qüestiona l'elecció de sensor, interval de temperatura, òptica, temps de resposta i l'emissivitat.

- El piròmetre bicolor, o quocient de treball bicromàtic en dues longituds d'ona. L'estat de la superfície pot canviar l'emissivitat i, per tant, l'exactitud del mesurament. Això també és cert per a tots els obstacles en el camí òptic. Una manera de superar aquests inconvenients, en part, és mesurar la temperatura de forma simultània amb dues longituds d'ona i extreure la relació d'intensitat.